# Azincourt (roman)
Pour les articles homonymes, voir Azincourt (homonymie).
Azincourt est un roman historique écrit par Bernard Cornwell, publié en 2008. Le livre retrace les événements qui ont mené à la bataille d'Azincourt à la fin du Moyen Âge durant la guerre de Cent Ans. Aux États-Unis le livre a été publié sous le titre d'Agincourt. L'histoire suit le parcours d'un archer anglais, Nick Hook.
En 2009, un projet d'adaptation du roman en film est lancé par Michael Hirst. En 2013, le projet repart de zéro, l'écriture du scénario est confiée à Stuart Hazeldine par Michael Mann en 2013.